# حسين بوحاجب
حسين بوحاجب كان طبيبًا ومحفزًا للرياضة التونسية، ولد في 20 أكتوبر 1872 وتوفي في 13 مارس 1946.

## دراسته
اختيار الطب كمهنة في حياة حسين بوحاجب إلى والده، المصلح سالم بوحاجب الذي أقام بأوروبا وخاصة في باريس وليفورنو وفلورنسا لمدة طويلة. فقد أرسله للدراسة في معهد لاكانال الفرنسي ثم كلية بوردو للطب حيث تحصل الدكتوراه في 23 ديسمبر 1901.

## مسيرته
برفقة كل من علي باش حامبة ، بشير صفر وعبد الجليل زاوش ، أسس حسين بوحاجب حركة التجديد والتحديث في تونس، كامتداد لحركة الإصلاح التي وضعها خير الدين باشا، محمد بيرم الخامس والده سالم بوحاجب.
في 31 ديسمبر 1904 عين رئيس قسم طبي بمستشفى الصادقية، ثم بمستشفى ارنست كونسيل.
في عام 1911 ترأس الجمعية التونسية المسلمة والشركة البلدية بالناصرية، إضافة إلى فرقة مسرح الشهامة العربية بين عامي 1915 و1930.
كما أنه لعب دورا فعالا في مكافحة الأوبئة التي حتى بعد ثلاثين عاما من انتصاب الحماية الفرنسية بتونس لازالت متفشية. ترك حسين بوحاجب وراءه العديد من الأعمال حول تحسين التغذية وتغذية الأطفال بصفة خاصة. و يعود تطور الأنشطة الرياضية في تونس له.

## عائلته
هو شقيق خليل بوحاجب الذي سيصبح الوزير الأكبر للدولة فيما بعد.